# Quiero Volver
Albums de Martina Stoessel
Tini
(2016) Tini Tini Tini
(2020)
Singles
1. Te Quiero Más
Sortie : 13 octobre 2017
2. Princesa
Sortie : 6 avril 2018
3. Consejo De Amor
Sortie : 22 juin 2018
4. Quiero Volver
Sortie : 3 août 2018
5. Por Que Te Vas
Sortie : 2 novembre 2018

Quiero Volver est le deuxième album de la chanteuse et actrice argentine Martina Stoessel. Il est sorti le 12 octobre 2018 sous le label Hollywood Records.

## Description de l'album
Quiero Volver est un album beaucoup plus personnel et où la chanteuse montre ses différentes facettes et sa polyvalence musicale, puisqu'elle a un peu de tout : des chansons en espagnol et en anglais et de styles différents, parmi lesquels : le genre urbain, reggaeton, ballades, pop et reggae. Il contient onze chansons, dont cinq collaborations avec Karol G, Sebastián Yatra, Nacho, Morat et Cali y el Dandee.

## Genèse et sortie
En mai 2017, Martina a annoncé commencer à travailler sur son deuxième album. Elle enregistre trois chansons inédites au Eagle Rock Music Studio à Los Angeles.
Elle travaille avec Leah Haywood, qui avait également collaboré sur TINI, le premier album de la chanteuse, et avec les producteurs de la chanson Despacito. En novembre, la chanteuse se rend à Los Angeles et enregistre son deuxième album, laissant ainsi son côté plus pop se tourner vers un côté plus latin avec le genre reggaeton. Avec André Torres et d'autres compositeurs, elle est aidée à composer chaque chanson à partir de zéro.

## Singles
Elle dévoile le premier single de l'album le 13 octobre 2017, intitulé Te Quiero Más en collaboration avec le chanteur vénézuélien Nacho. La chanson est l'un des plus grands succès de la chanteuse, en effet le clip accumule plus de 1,4 million de vues en seulement 24 heures et les 100 millions de vues un an après sa publication . 
Le 6 avril 2018, elle dévoile Princesa en collaboration avec la chanteuse colombienne Karol G. Le titre est un mélange des styles latin et urbain. Elle accumule plus de 1,3 million vues en seulement 24 heures .   
Le 22 juin, elle dévoile une chanson surprise avec le groupe colombien Morat intitulée Consejo De Amor. 10 mois après sa publication, le vidéoclip atteint plus de 100 millions de vues sur YouTube .  
Le 3 août, elle dévoile Quiero Volver, une chanson reggae en duo avec Sebastián Yatra,. Le clip atteint les 2,5 millions de vues en un jour et bat son propre record .
Le 2 novembre, elle sort le dernier single de l'album, Por Que Te Vas, une collaboration avec Cali y El Dandee. Dans le clip, apparaissent les acteurs argentins Juan Minujín et Celeste Cid.

## Succès commercial et promotion
L'album sort le 12 octobre 2018. Il se classe onzième en Espagne, 106e en France et 132e en Belgique.
Il est certifié disque de platine au Chili et disque d'or en Colombie, au Pérou, en Équateur et en Argentine. Pour promouvoir l'album, la chanteuse participe à des nombreux festivals comme au festival Coca Cola Music Experience mais aussi à des nombreux programmes télévisés. Le 18 octobre, elle chante les onze chansons de son album en acoustique au Radio Disney Vivo. En 2019, l’album s'est vendu à plus de 300 000 copies dans le monde et devient l’album argentin le plus vendu du 2018.

## Tournée
Le 13 décembre 2018, elle entame sa deuxième tournée mondiale appelée Quiero Volver Tour au Luna Park, à Buenos Aires.

## Liste des titres
| No  | Titre                                  | Durée |
| --- | -------------------------------------- | ----- |
| 1.  | Quiero Volver (avec Sebastián Yatra)   | 3:03  |
| 2.  | Flores                                 | 3:21  |
| 3.  | Princesa (avec Karol G)                | 3:23  |
| 4.  | Like That                              | 2:54  |
| 5.  | Por Que Te Vas (avec Cali y El Dandee) | 3:27  |
| 6.  | Waves                                  | 3:10  |
| 7.  | Consejo de Amor (avec Morat)           | 3:19  |
| 8.  | Never Ready                            | 3:30  |
| 9.  | Love Is Love                           | 2:57  |
| 10. | Te Quiero Más (avec Nacho)             | 3:25  |
| 11. | Respirar                               | 3:04  |